# Poncella

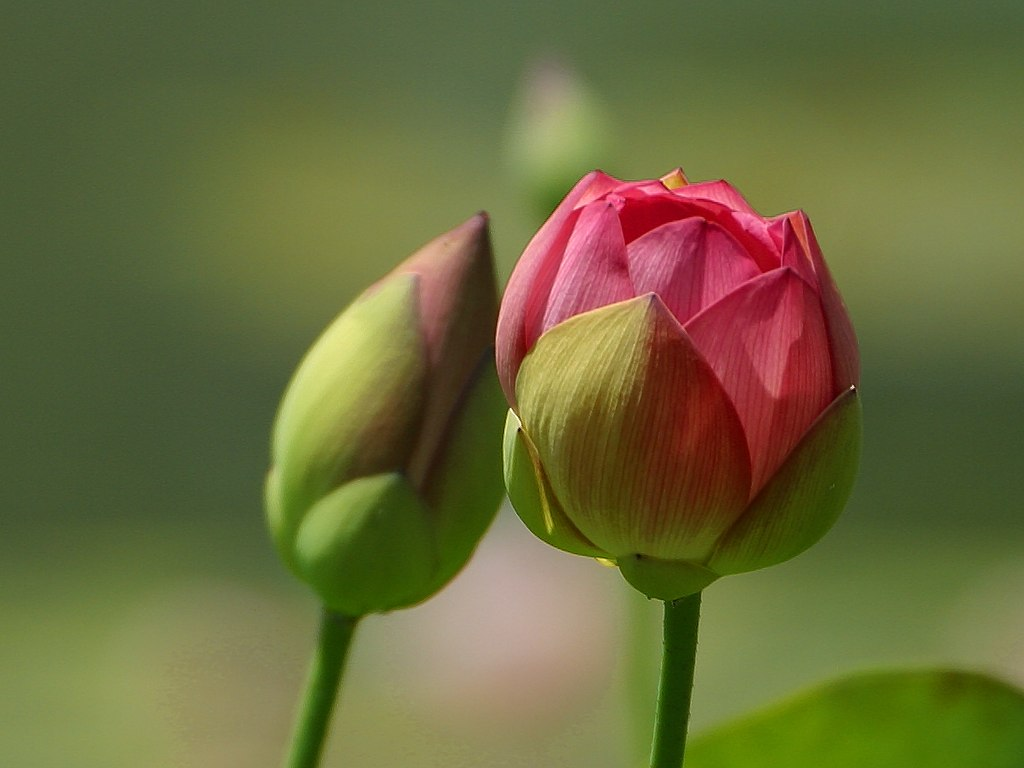
Poncelles a mig obrir

Es diu poncella, botó floral, capoll (o copa, poèticament) del brot o ull de la flor abans de badar-se, esbadellar-se, descloure's o espellir. Organogràficament, correspon a una gemma floral.
El brotó és ull d'una planta a punt de badar-se i esdevenir una flor.

## Variants
Es classifiquen segons els següents criteris:
- Posició
- Estat
- Morfologia
- Funció